# Krisz Rudi
Kreisz Rudolf, művésznevén: Krisz Rudi (Budapest, 1981. szeptember 17.)
magyar énekes, zenész, zeneszerző.

## Életpályája
Hétéves kora óta tanult zongorázni, gitározni és dobolni. 1989-ben édesapja kezdeményezésére, aki dobos, megalakította bátyjával és két unokatestvérével a Rockonok formációt, majd 1993-ban nevet változtattak és Dominó néven zenéltek. Szikora Róbert segítségével készült el első albumuk. Az együttes tagjai 1994 végén abbahagyták a közös zenélést, majd két évvel később ismét összeálltak. Bátyja a basszusgitáros, két unokatestvére - Norbi és Peti - a gitáros és a dobos. Rudi gitárjával egyszer a Lánchíd tetején adott koncertet, a városiak legnagyobb megdöbbenésére. Eleinte művelődési házakban koncertezett, Szikora Róbert írt dalokat neki, de 1994-ben ez a kapcsolat megszakadt. Rudit 1998 végén kereste meg Hamza Zoltán egy szólólemez ötletével. Ugyanebben az évben a Bravo Girl! Girl & Boy Tiniválasztáson közönségdíjas lett. A felkészítő táborban ismerkedett meg menedzserével, akivel 2000 áprilisában megjelentették első albumát Tűz címmel a BMG kiadó gondozásában. A lemez zenei producerének Berkes Gábort kérték fel, aki ezt örömmel vállalta. 2000 júniusában megjelent az album második maxija Egy pillanat itt maradt címmel. 2000 őszén jelent meg a lemez harmadik maxija Keresem a szót címmel, amely egy Glenn Medeiros-dal feldolgozása. A dalhoz Cipruson forgattak a videóklipet. 2001 novemberében került piacra új albuma, a Törd át a csendet, melynek dalait és hangszerelését saját maga szerezte. A szövegeket Hamza Zoltán írta. 2002-ben jelent meg a harmadik albuma az Álmatlan éjszakák, majd 2004-ben a Nem leszek a játékod című album is napvilágot látott. 2005-ben több világcég is felfigyelt rá, melyek közül a Papajoe Records-cal kötött szerződést. 2008-ban megjelent Őrizd a lángot című albuma, melynek egyik kislemeze az Ólomszárny, amelyet Dancs Annamarival énekelt. A dalt 2008 tavaszán beneveztek, az Aranyszarvas Fesztiválra is. 2009-ben több megasztáros előadónak írt dalokat, egyik szerzeménye Bencsik Tamara Vándorszél című albumán hallható. Szerepelt a Hal a tortán és a Dalnokok ligája című tv műsorban is.

## Albumok
- 2000 – Tűz (BMG)
- 2001 – Törd át a csendet (BMG)
- 2002 – Álmatlan éjszakák (BMG)
- 2004 – Nem leszek a játékod (BMG)
- 2008 – Őrizd a lángot (Warner-Magneoton)
- 2016 – Kimentünk a divatból
- 2016 – A felhők fölött

## Díjak, elismerések
- 2000 – legjobb magyar énekese
- Legjobb férfi előadónak járó díj
- 2001 – Bravo Otto választás- Legsikeresebb férfi előadó
- Popcorn közönségszavazat- Az év legjobb férfi énekese
- IM- Az év legjobb énekese
- 2008 - Ólomszárny című dala közönségdíjat kapott az Aranyszarvas dalfesztiválon

## Színházi szerepei
| Darab    | Szerep        | Színház               | Bemutató           | Forrás |
| -------- | ------------- | --------------------- | ------------------ | ------ |
| A kölyök | Kölyök        | Arizona Színház       | 1992. december 18. | [ 1 ]  |
| A kölyök | Kisfiú, Jacky | József Attila Színház | 1995. június 30.   | [ 2 ]  |